# Laurence Suhner
Œuvres principales
- Série QuanTika
- Série Ziusudra

Laurence Suhner, née le 1er mai 1966 à Genève, est une romancière spécialisée en science-fiction et une dessinatrice suisse romande. Elle anime des ateliers concernant la bande dessinée et de l'écriture.
Son roman Vestige lui a valu les prix Bob Morane et Futuriales. Sa nouvelle Le Terminateur, publiée dans Nature, aurait été consultée plus de 8 millions de fois.

## Biographie
Laurence Suhner nait le 1er mai 1966, d'un père statisticien et d'une mère dessinatrice. Enfant, elle lit de la science-fiction : Yoko Tsuno, Valérian, le roman La Plaie, de Nathalie C. Henneberg. À 9 ans, elle rédige son premier texte, une fin alternative de Services Secrets Soucoupes, d’Henri Vernes.
Après un master en Lettres, Égyptologie Archéologie et de littérature anglaise à l'Université de Genève, Laurence Suhner bifurque vers le design industriel et apprend l'infographie 3D à l'École polytechnique fédérale de Lausanne[réf. nécessaire]. De 1996 à 2000, elle est designer 3D au laboratoire Miralab de l'Université de Genève.[réf. nécessaire] Elle a également suivi deux ans d'études de physique à l’Université comme auditrice libre.
Elle commence sa carrière dans la bande dessinée à 18 ans avant de se lancer dans le storyboard pour le cinéma puis l'écriture de romans de science-fiction de planet opera.

## Œuvre
Laurence Suhner commence sa carrière de romancière de science-fiction avec la trilogie QuanTika. Le premier tome, Vestiges, lui vaut le prix Bob Morane et le prix Futuriales en 2013. On y suit une expédition sur Gemma, une exoplanète glacée, menée par Ambre Pasquier, docteure en exobiologie. Les romans Vestiges et L'Ouvreur des chemins, le deuxième tome de la série, se vendent à plus de 8 000 exemplaires. L'ensemble de la trilogie cumule environ 1600 pages.
L'univers déployé dans Vestiges est qualifié par le critique Raphaël Gaudin de riche, dense et réaliste et les personnages "nombreux, pensés, et, malgré une poignée de clichés dans leurs rapports, crédibles". Le même critique indique que L'Ouvreur des chemins "confirme la force de sa trilogie, sa puissance narrative et la profondeur de ses personnages". Enfin, Origines, "en dépit de quelques longueurs, termine en beauté ce qui constitue un bel objet de SF en langue française" où le mysticisme côtoie la hard science-fiction.
En février 2017, sa nouvelle, Le Terminateur, inspirée par la découverte du système planétaire de TRAPPIST-1, est publiée dans la rubrique "Futures" de la revue scientifique Nature. Elle aurait été lue par plus de 8 millions de personnes sur le site trappist.one.
En février 2022, son roman Celle qui sait fait partie de la première sélection du Grand Prix de l'Imaginaire.

## Publications

### SérieQuanTika
1. Vestiges, L'Atalante, coll. « La Dentelle du cygne », 2012  (ISBN 978-2-84172-589-2)Réédition, Gallimard, coll. « Folio SF » no 588, 2017 (ISBN 978-2-07-269797-5)
2. L'Ouvreur des chemins, L'Atalante, coll. « La Dentelle du cygne », 2013  (ISBN 978-2-84172-651-6)Réédition, Gallimard, coll. « Folio SF » no 594, 2018 (ISBN 978-2-07-269802-6)
3. Origines, L'Atalante, coll. « La Dentelle du cygne », 2015  (ISBN 978-2-84172-710-0)Réédition, Gallimard, coll. « Folio SF » no 600, 2018 (ISBN 978-2-07-269807-1)

- QuanTika, L'Atalante, coll. « La Dentelle du cygne », 2021  (ISBN 979-10-360-0062-1)Intégrale regroupant Vestiges, L'Ouvreur des chemins et Origines

### SérieZiusudra
1. Celle qui sait, L'Atalante, coll. « La Dentelle du cygne », 2021  (ISBN 979-10-360-0091-1)
2. Celui qui voit, L'Atalante, coll. « La Dentelle du cygne », 2025  (ISBN 979-10-360-0166-6)

### Recueil de nouvelles
- Le Terminateur, L'Atalante, coll. « La Dentelle du cygne », 2017  (ISBN 978-2-84172-822-0)[2]

### Nouvelles
- GeneV 2106, 2006Publiée dans La Tribune de Genève, Numéro spécial science-fiction suisse, 2006
- Timhkâ, 2009Publiée dans : Galaxies nouvelle série n° 4/46, Galaxies 3A, mars 2009
- Homéostasie, 2010Publiée dans Dimension Suisse : une anthologie de science-fiction romande, Rivière Blanche, 2010
- La Chose du lac, 2012Publiée dans Utopiales 12, ActuSF, 2012
- Différent, 2012Publiée dans Courrier, numéro spécial fin du monde « Le jour d'après », Genève, 22 décembre 2012
- Le Terminateur, 2017Publiée (en anglais) dans Nature, n° 542, 23 février 2017
- Et chez vous, tout va bien ?, 2020Publiée dans Aventures sidérantes, l’antho pulp !, Flatland, 2020

### Bande dessinées
- 1984 : Rastapanique, Éd Jean-Marie Bouchain.[réf. nécessaire]
- 1987 : Zoto Zata ou la statue perdue, tirage limité, Éd Jean-Marie Bouchain.[réf. nécessaire]
- 2000 : Éclats d'Âme[9], dessin de Laurence Suhner, éditions Drozophile
- 2002 : Le Secret de Chimneys[10], dessin de Laurence Suhner, scénario de François Rivière, éditions Emmanuel Proust, Novembre 2002.  (ISBN 2-84810-006-0)
- 2004 : Dame Jeanne[11], scénario et dessin de Laurence Suhner in La Vie en Verre, ouvrage Collectif, Conception Georges Pop
- 2006 : Eclipse, scénario de Vincent Gessler in Pompiers volontaires, Ouvrage collectif, Conception Georges Pop et Christina Kitsos, Septembre.
- 2007 : Le Chaman[12], scénario et dessin de Laurence Suhner in Virus, Ouvrage collectif, Conception Georges Pop et Christina Kitsos
- 2007 : Confidences[13], scénario et dessin de Laurence Suhner in Mes Semblables, ouvrage Collectif, éditeur ACOR SOS Racisme Suisse.

## Prix et distinctions
- En 2013, le prix Bob Morane lui est décerné pour son roman Vestiges
- En 2013, le prix Futuriales[14] lui est décerné pour son roman Vestiges